# Тамарашвили, Михаил Александрович
Михаил Тамарашвили или Микел (Мишель) Тамарати (в миру — Александр, груз. მიხეილ თამარაშვილი, англ. Michael Tamarati; сентябрь 1858, Ахалцихе — 16 сентября 1911, Санта-Маринелла, Италия) — грузинский католический аббат−священник, учёный, церковный историк, общественный деятель, доктор богословия, профессор.

## Биография
Начальное образование получил в Ахалцихе и Кутаиси, а затем продолжил учёбу в грузинском католическом приходском колледже в Константинополе (1878). После трёх лет обучения в Испании он вернулся в Константинополь, где был рукоположён в священники под именем Мишель (მიხეილ, Михаил). В 1888 году окончил семинарию Святого Лазаря в Париже и вернулся в Грузию, где стал настоятелем римско-католической церкви Успения Пресвятой Богородицы в Тифлисе. Власти Российской Империи считали Тамарашвили политически неблагонадёжным, он покинул Грузию и окончательно обосновался в 1891 году в Риме, где, ставший известным как Мишель Тамарати, получил степень доктора богословия в Папской академии святого Фомы Аквинского в 1894 году. Он провёл годы в архивах Европы, изучая до сих пор неизведанную историю римского католицизма в Грузии и грузино-западноевропейское культурное и политическое взаимодействие.
Автор работ по истории католицизма в Грузии. Его знаковое исследование в этой области, ისტორია კათოლიკობისა ქართველთა შორის («История католицизма среди грузин»), появилось на грузинском языке в Тифлисе в 1902 году.
Тамарати погиб, пытаясь спасти тонущего человека в бурном море недалеко от Санта-Маринеллы в возрасте 53 лет в 1911 году. Его останки были перенесены из Чивитавеккья в Пантеон Дидубе в Тбилиси в 1978 году.

## Память
Похоронен в Дидубийском пантеоне писателей и общественных деятелей.
Именем Тамарашвили названа улица в Тбилиси.